# Deposito di zio Paperone
Il deposito di zio Paperone è un edificio immaginario presente nell'universo di Paperino, situato a Paperopoli, che funge da cassaforte e da abitazione di Paperon de' Paperoni.
È una delle ambientazioni tipiche delle storie a fumetti della Disney con i personaggi di Paperone e Paperino.

## Storia
L'ambientazione comparve per la prima volta nella collana Walt Disney's Comics and Stories nella storia 'Paperino e la ghiacciata di dollari, scritta e disegnata da Carl Barks.
Già dalla prima storia nella quale compare, Paperino e la ghiacciata dei dollari, e successivamente in numerose altre storie, il deposito diventa oggetto delle mire della Banda Bassotti attirati dalle ricchezze che preserva, anche se sempre inutilmente o comunque in maniera effimera, grazie anche alle numerose trappole che Paperone predispone a protezione del deposito, sia dentro che intorno ad esso sulla "collina Ammazzamotori", ovvero la collina dalla forte pendenza in cima al quale sorge il deposito e che domina la città di Paperopoli e così chiamata dopo che l'auto di Paperone, a causa della forte pendenza della collina, prima si fermò a metà strada per poi, priva di freni, rovinare a valle; qui un contadino che vide tutto, Dabney Duck, ribattezzò la collina "ammazzamotori" (killmotor), in quanto in precedenza era nota come "ammazzamuli", così come raccontato da Don Rosa in L'invasore di Forte Paperopoli (1994). In questa storia viene raccontato che il deposito venne costruito nel 1902 da Paperone per conservarvi il suo denaro sulla collina Ammazzamotori, dove prima sorgeva il forte Paperopoli; il progetto venne ideato dall'architetto Frank Lloyd Drake, il cui nome deriva da quello di Frank Lloyd Wright, famoso architetto realmente esistito.
Inizialmente il deposito era appunto un luogo dove Paperone conserva il proprio denaro ma col tempo si evolve diventando anche la sua abitazione ricca di trappole anti intrusione, come nelle storie di produzione italiana di autori come Luciano Gatto, Marco Rota, Romano Scarpa o Giorgio Cavazzano; il deposito divenne quindi col tempo una delle ambientazioni caratterizzanti l'universo nelle quali erano ambientate le storie a fumetti di Paperone, arrivando in alcuni casi a essere impiegato anche come protagonista esso stesso in storie di produzione italiana.

## Descrizione
Nelle prime storie realizzate da Barks nel 1951 il deposito era un semplice parallelepipedo di acciaio; nelle storie di produzione italiana la caratterizzazione del deposito ebbe un'evoluzione divenendo molto diversa dalla prima versione del 1951: nella storia Paperino e l'aurite acuta del 1965, scritta da Rodolfo Cimino e disegnata da Romano Scarpa venne aggiunta una cupola semisferica in cima all'edificio mentre il disegnatore Giorgio Cavazzano ne accentuò le forme tondeggianti; altri autori caratterizzarono in maniera personale il deposito che subì diverse trasformazioni finendo anche più volte distrutto ad esempio dagli alieni, nella storia Zio Paperone e i predoni dello spazio o finendo schiacciato da un gigantesco monumento dedicato a Cornelius Coot nella storia Paperinik e la rivincita di Cornelius Coot.
Sulla facciata principale compare il simbolo del dollaro ($) grande quanto la facciata stessa.
Il fumettista statunitense Don Rosa, che è anche ingegnere civile, nel 2001 all'interno della storia a fumetti La Banda Bassotti - Bassotti contro Deposito (The Beagle Boys vs the Money Bin), fornì una accurata ricostruzione dell'edificio con disegni progettuali e planimetrie ricche di particolari; in questa storia per la prima volta venne disegnata accuratamente la pianta di ogni piano del deposito. Nel 2015, sulla base di questi veri e propri elaborati progettuali, venne realizzata una riproduzione con mattoncini Lego esposta poi a una convention Lego Con a Las Vegas, che venne poi autografata dallo stesso Rosa.
Nel libro Mr. Bin. - Architetture per il deposito di Scrooge McDuck di Giacomo Delbene Guidoni e Mila Nikolic (2020), viene analizzata l'evoluzione dell'architettura del deposito ricercando le relazioni con i corrispettivi reali che potrebbero aver influenzato il processo creativo degli autori, da Barks alla prolifica scuola disneyana italiana.